# Багатоборство тілоохоронців
Багатоборство тілоохоронців — професійно-прикладний неолімпійський вид спорту, у якому спортсмени демонструють рівень своєї майстерність у 6-ти різних видах багатоборства. Зареєстрований у Міністерстві юстиції України в 2001 році. Ініціатором проведення щорічних змагань з багатоборства тілоохоронців є Управління державної охорони України. Засновниками багатоборства тілоохоронців в Україні є Василь Вакуленко, Леонід Кучерявий, Петро Шерекін і Василь Крутов.

## Види багатоборства тілоохоронців[1]

### Техніка і тактика захисту VIP під час пішого супроводу
В оточенні співробітників охорони VIP здійснює вихід з автомобіля і рухається за маршрутом. Впродовж маршруту розташовані макети фрагментів будівель та перебувають групи з 15-20 людей. Під час руху імітується напад із застосуванням макету вогнепальної короткоствольної зброї, предметів або ударів ногою, рукою.

### Змагання зі стрільби

###### Індивідуальна швидкісна стрільба з різних положень

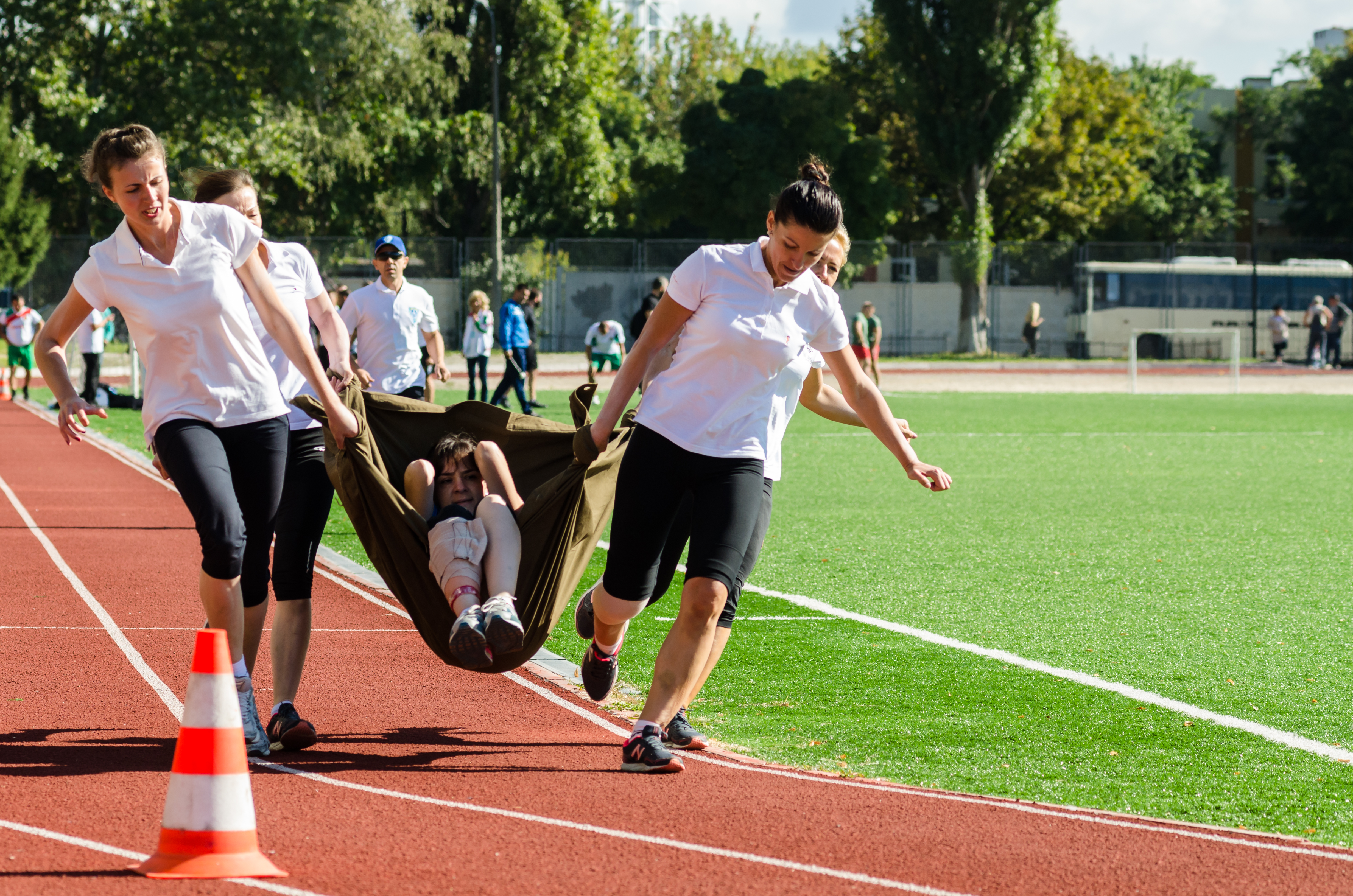
Надання медичної допомоги і подолання смуги перешкод

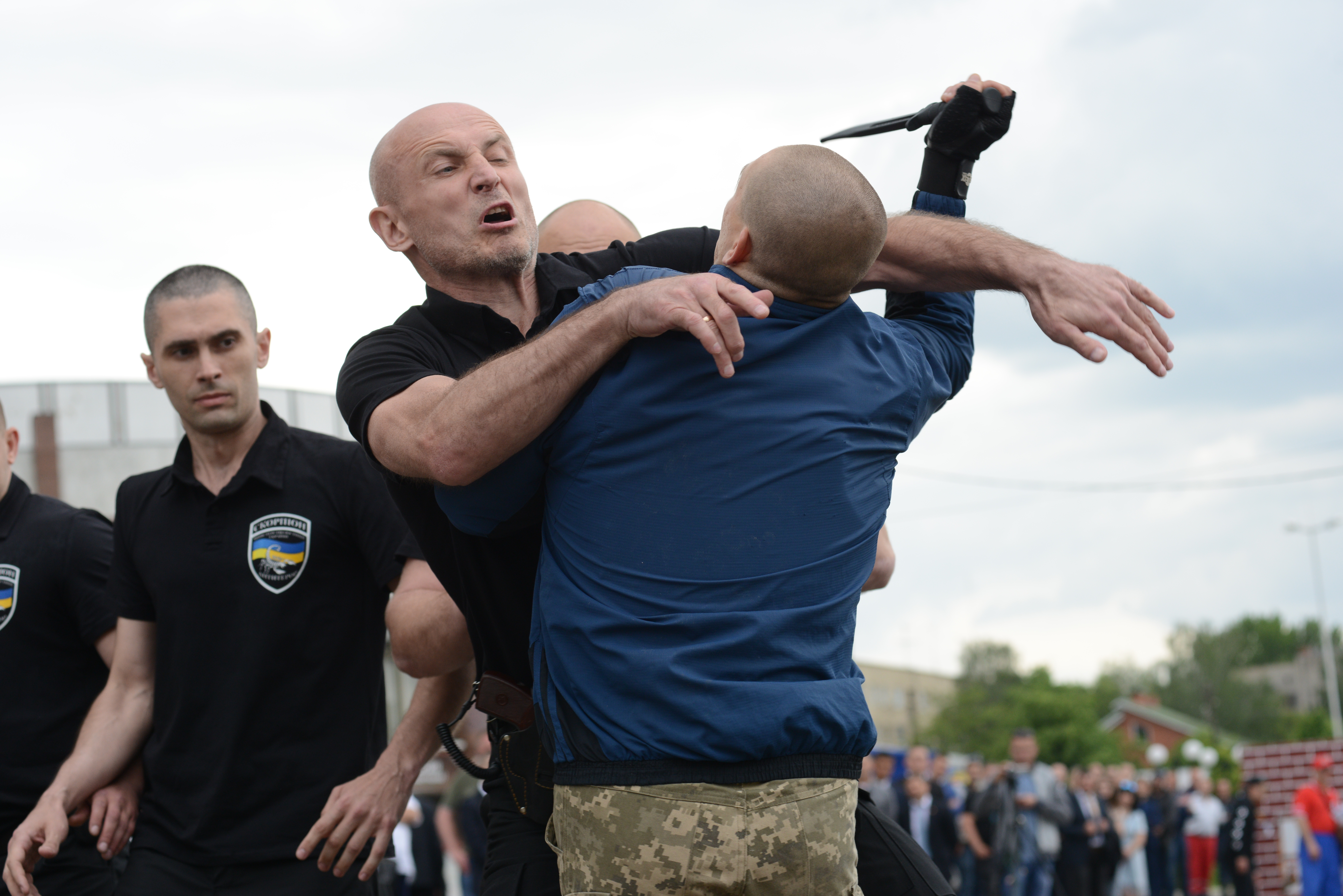
Техніка та тактика захисту VIP під час пішого супроводу

Стрільба виконується з відстані 12 метрів двома пострілами в кожну з п'яти мішеней, що з'являються на 20 секунд. Кількість набоїв — 10 штук у двох магазинах (6+4). Послідовність положень для стрільби: стоячи, з коліна, лежачи, із-за передньої та задньої частин макета автомобіля і заміною магазина. Учасники: 4 члени команди.

###### Стрільба в «терористів» з автомобіля
Два учасники перебувають в автомобілі: один на передньому сидінні, другий — на задньому ліворуч. Автомобіль рухається в напрямку макета автомобіля, за яким встановлені мішені з зображенням «терориста». З появою мішеней на 6 секунд автомобіль зупиняється, а учасники виконують стрільбу трьома патронами з положення лежачи, використовуючи двері автомобіля як укриття. Учасники: 4 члени команди.

###### Стрільба в мішень під час пішого супроводу VIP

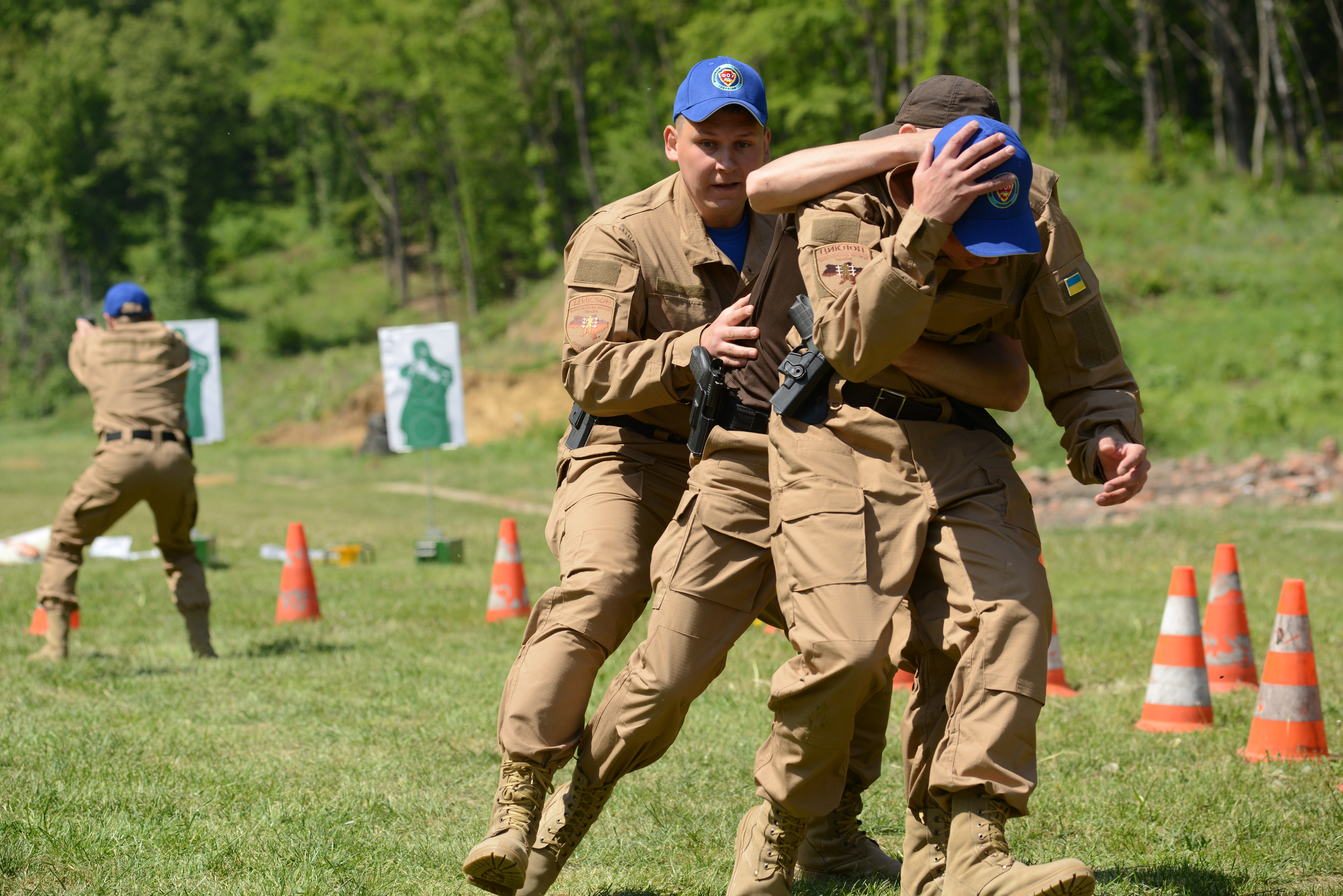
Стрільба в мішень під час пішого супроводу VIP

В оточенні наряду охорони VIP рухається в напрямку мішеней. Під час появи мішеней на 4 секунди, один з учасників виконує стрільбу трьома пострілами в одну з мішеней, яка імітує загрозу. Двоє інших учасників захищають своїми тілами VIP та евакуюють його в укриття. Учасники: 4 члени команди. Один із співробітників відбиває напад, демонструючи техніку виконання захисту. Інші військовослужбовці евакуюють VIP в укриття. Учасники: 4 члени команди.

### Рукопашний бій
Рукопашний бій відбувається у вигляді виконання прийомів захисту від ударів ногою, ножем і палицею. Учасник, який демонструє прийом, розташований в центрі татамі оточений трьома асистентами на відстані 1,5-2 метри. Атакуючі дії виконуються по черзі з елементами раптовості. Вправу виконують 2 члени команди.

### Подолання смуги перешкод на автомобілі
Детальна схема смуги перешкод додається до положення про змагання. Основні елементи: рух різноманітними «змійками», розворот заднім ходом на 180°, об'їзд перешкод, заїзд заднім ходом у тупиковий коридор. Учасники: 2 члени команди.

### Надання медичної допомоги і подолання смуги перешкод
На умовну рану ноги або руки накладається пов'язка двометровим бинтом. Потім учасники команди переносять «пораненого» на відстань 300—350 метрів з подоланням двох перешкод і здійснюють посадку в автомобіль. Учасники: 4 члени команди.  

### Пошук «вибухових» пристроїв в автомобілі
В автомобілі встановлені два «вибухових» пристрої, а також можуть знаходитись 2-3 предмети, які вказують на належність до «вибухових» пристроїв (клейка стрічка, дріт, тощо). Пошук ведеться згідно з правилами і дотриманням заходів безпеки, час на пошук: 15 хв. Учасники: 2 члени команди.

## Організація та проведення змагань

### Федерація охоронців України
Усі змагання, які відбуваються на території України, проходять під егідою Федерації охоронців України.

#### Громадська організація «Федерація тілоохоронців Дніпропетровської області»
Федерація тілоохоронців Дніпропетровської області заснована в 2008 році. Є офіційним представником багатоборства тілоохоронців у Дніпропетровській області з 2011 року. Організація має 3 майстрів спорту з багатоборства тілоохоронців (Олексій Сурік, Дмитро Романюк, Микола Олексієнко) та 7 суддів з даного виду спорту (Олексій Сурік, Микола Олексієнко, Дмитро Романюк, Микола Мороз, Олександр Бухановський, Сергій Бондаренко, Павло Гайдученко).

##### Керівництво
| ПІБ керівника                      | Посада           |
| Бухановський Олександр Миколайович | Голова ФТДО      |
| Середенко Олександр Якович         | Заступник голови |
| Павлов Іларіон Валерійович         | Заступник голови |
| Мороз Микола Петрович              | Заступник голови |

##### Діяльність
- З 2005 по 2008 рр. ФТДО тісно співпрацювала з Департаментом безпеки АТ «УКРСИББАНК» BNP Paribas Group у підготовці команди бодігардів УКРСИББАНКУ. Три роки поспіль команда була срібними призерами міжнародного турніру з багатоборства тілоохоронців, за що члени команди були удостоєнні звань Майстрів спорту України з багатоборства тілоохоронців.
- У 2010 році Федерація тілоохоронців Дніпропетровської області була представлена на щорічних змаганнях командою охоронного підприємства «Добра справа».
- У 2011-му — командою ПАТ «АрселорМіттал Кривий Ріг».
- У 2012 році Федерація тілоохоронців Дніпропетровської області за дорученням Федерації охоронців України організовувала проведення у Дніпрі XVI чемпіонату України з багатоборства тілоохоронців. Безпосередньо на змаганнях ФТДО була представлена одразу двома командами: «Дуган КР» із Кривого Рогу та командою «Циклон» пенітенціарної служби Дніпра. Команда охоронного підприємства «Дуган КР» посіла IV місце на другому турнірі охоронців «NPBL Ukraine 2012» категорії «В», який відбувався 27-29 січня 2012 року в Миколаєві. У 2012 році Федерація виступила спонсором Міжнародного турніру з професійного кікбоксингу на кубок Президента України, який відбувся 3 березня у Кривому Розі.
- 2013 року в Одесі команду нашої федерації представили співробітники охоронного підприємства «Добра справа».
- З 2015 по 2018 роки Федерація тілоохоронців Дніпропетровської області представляла команда «Циклон», яка двічі посідала призові місця на чемпіонатах України з багатоборства тілоохоронців (у 2015 та 2016 рр.), виборюючи тим самим право участі на чемпіонатах світу з даного виду спорту. У 2016 році команда «Циклон» посіла VII місце серед 15-ти європейських учасників на чемпіонаті Європи «Bodyguard-2016».

## Історія
1994 р. — проведено перший міжнародний чемпіонат серед тілоохоронців в Ризі під егідою міжнародної Асоціації тілоохоронців «International Bodyguard Association (IBA)». У ньому взяли участь команди з Латвії, Великої Британії, Італії та Норвегії. В наступному році естафету прийняв німецький Штутгарт. Тут вже додалися команди Росії і України.
1996 р. — чемпіонат ІВА пройшов в Санкт-Петербурзі, через рік (1997 р.) — в італійській Болонії.
1998 р. — за ініціативи перших учасників міжнародних змагань серед тілоохоронців Василя Вакуленко, Леоніда Кучерявого, Петра Щерекіна, Василя Крутова і Віктора Ткаченко, при підтримці Держкомспорту України і УС ФСО «Динамо» було проведено перший Чемпіонат України по багатоборству тілоохоронців.
1999—2000 рр. — щорічні міжнародні турніри «Тілоохоронець» проходять у Ялті.
2001 р. — багатоборство тілохоронців зареєстровано як офіційний вид спорту, випущено першу офіційну редакція правил багатоборства тілоохоронців. Багатоборці-тілоохоронці стали отримувати спортивні розряди, звання майстрів спорту України та майстрів спорту України міжнародного класу. [Архівовано 28 жовтня 2021 у Wayback Machine.] Міжнародний турнір «Тілоохоронець-2001».
2002 р. — у Ялті відбувся міжнародний турнір «Тілоохоронець-2001». Держкомспорт України присвоїв перші звання «Національний суддя зі спорту» Василю Вакуленку, Леоніду Кучерявому, Олександру Лучку, Олександру Дерев'янку і Вячеславу Козаку. Першими майстрами спорту України з багатоборства тілоохоронців стали Костянтин Чорний, В'ячеслав Нечипоренко, Костянтин Хоменко, Андрій Рудченко, Роман Раюк, Сергій Ніколаєнко, Максим Лавриненко, Олександр Мирошкін.
2003—2007 рр. — у Ялті щорічно проходив міжнародний турнір «Тілоохоронець».,,,,
2008 р. — засновано Федерацію охоронців України (ФОУ). У Ялті пройшов ювілейний X міжнародний турнір «Тілоохоронець-2008».
2009 р. — свої перші змагання — І відкритий турнір «Тілоохоронець-2009» провела Київська асоціація бодігардів [Архівовано 4 квітня 2019 у Wayback Machine.]. Міжнародний турнір «Тілоохоронець-2009» традиційно відбувся в Ялті.
2010 р. — засновано Міжнародну федерацію тілоохоронців (International Bodyguard Federation). На зміну міжнародним турнірам приходить формат чемпіонату світу з багатоборства тілоохоронців. XIV чемпіонат України та І чемпіонат світу з багатоборства тілоохоронців відбулися в Ялті. Улітку в Києві відбувся II відкритий турнір Київської асоціації бодігардів «Тілоохоронець-2010».
2011 р. — XV чемпіонат України з багатоборства тілоохоронців пройшов у Донецьку. 17 по 20 червня тілоохоронці зустрілися у Києві на III міжнародному турнірі «Тілоохоронець-2011», організованого «Київською асоціацією бодігардів». Чемпіонат світу відбувся восени в Ялті.
2012 р. — випущена друга, доповнена, редакція правил багатоборства тілоохоронців. XVI чемпіонат України з багатоборства тілоохоронців відбувся у Дніпрі. Організатор всеукраїнських змагань за дорученням ФОУ виступила Федерація тілоохоронців Дніпропетровської області. ІІІ чемпіонат світу з багатоборства тілоохоронців відбувся з 22 по 25 вересня в Ялті.
2013 р. — чемпіонат України серед бодігардів відбувся того року в Одесі та зібрав 21 команду з-за кордону та України. Відбіркові змагання на чемпіонат світу серед балканських країн відбулись у Тульчі, а чемпіонат Європи з багатоборства тілоохоронців — в Старій Загорі. Чемпіонат світу багатоборців-тілоохоронців відбувся в Ялті.,
2014 р. — міжнародний турнір «Бодігард-2014» пройшов у Батумі, а чемпіонат світу з багатоборства тілоохоронців — у Бухаресті.
2015 р. — рішенням Міністерства молоді та спорту України за вагомий внесок у підвищення рівня підготовки тілоохоронців, набуття практичних знань та міжнародний обмін досвідом проведення охоронних заходів, сприяння зміцненню дружби і співпраці між силовими структурами України, укріплення взаємодії між правоохоронними органами у боротьбі зі злочинністю та розвиток службово-прикладних видів спорту в нашій державі Федерація охоронців України отримала статус «Національної». XVIII чемпіонат України з багатоборства тілоохоронців відбувся у Львові, а чемпіонт світу серед бодігардів пройшов у Києві.
2016 р. — XIX відкритий чемпіонат України відбувся влітку в Чернігові. Чемпіонат світу з багатоборства тілоохоронців пройшов у Києві.
2017 р. — у Чернівцях відбувся XX чемпіонат з багатоборства тілоохоронців. Чемпіонат Європи з багатоборства тілоохоронців пройшов улітку в Румунії, а чемпіонат світу прийняла восени Молдова.
2018 р. — чемпіонат України з багатоборства тілоохоронців відбувся у Вінниці, а чемпіонат світу серед бодігардів — у Грузії.
2019 р. — Х чемпіонат світу Bodyguard-2019 та ХХІІ чемпіонат України з багатоборства тілоохоронців пройшов у вересні у Києві. Кращими бодігардами світу стали тілоохоронці-багатоборці зі Служби безпеки Президента України. Друге місце виборола команда Служби державної охорони Республіки Молдова, а третє здобула команда Спеціальної служби державної охорони Грузії. першість чемпіонату України здобула команда Служби безпеки Президента України. Срібними призерами стали спортсмени Національного антикорупційного бюро України, а бронзовими — чоловіки команди Управління державної охорони України.